# 2353 Alva
2353 Alva је астероид главног астероидног појаса са средњом удаљеношћу од Сунца која износи 2,805 астрономских јединица (АЈ).
Апсолутна магнитуда астероида је 11,8.